# Киприан (Казанджиев)
Митрополи́т Киприа́н (в миру Огнян Добринов Казанджиев; 8 марта 1976, Казанлык) — епископ Болгарской православной церкви, митрополит Старозагорский.

## Биография
По окончании основного образования в 1995 году получил также среднее музыкальное образование в родном городе.
1 сентября 1996 года в Рыльском монастыре игуменом обители епископом Драговитийским Иоанном (Николовым) был пострижен в монашество с именем Киприан. Его духовником стал митрополит Старозагорский Панкратий (Дончев). 8 сентября в городе Павел-Баня был рукоположён во иеродиакона, а 14 сентября в Старозагорской Никольской церкви — во иеромонаха.
С октября 1996 года до конца декабря 1998 года исполнял послушание штатного клирика в Казанлыкском Введенском монастыре, одновременно обучаясь в Софийской духовной семинарии Иоанна Рыльского.
В конце декабря 1998 года был принят в клир Врачанской епархии и назначен исполняющим обязанности игумена Тыржищенского монастыря святого Пророка Илии, расположенного на окраине села Струпец.
В 2000 году назначен протосинкеллом Врачанской епархии и регентом епархиального хора имени святого Софрония Врачанского.
31 августа 2003 года, во время обучения на богословском факультете Софийского университета Климента Охридского по решению Священного синода Болгарской Православной церкви митрополит Врачанский Каллиник (Александров) возвёл иеромонаха Киприана в сан архимандрита.
Будучи протосинкеллом Врачанской епархии, архимандрит Киприан исполнял должность игумена Черепишского Успенского монастыря, затем вновь служил в Торжищенской Ильинской обители, затем — в Градешском монастыре, был настоятелем в кафедральном соборе Святых Апостолов, митрополичьем храме Святителя Николая и церкви Святого Софрония Врачанского во Враце, а также в храме Святого Георгия в городе Мездра.
По благословению митрополита Врачанского посещал лекции и семинары по гражданскому праву на юридическом факультете Софийского университета Климента Охридского.
В феврале 2006 года по решению Священного синода Болгарской церкви был назначен протосинкеллом Болгарской епархии в США, Канаде и Австралии. За время пребывания в США получил языковое образование в ALCC «American language» в Нью-Йорке.
1 августа 2007 года решением Священного синода назначен протосингелом Врачанской епархии, игуменом Черепишской обители, председателем церковного настоятельства кафедрального собора и регентом епархиального хора.
3 марта 2008 года в кафедральном храме Двенадцати Святых Апостолов во Враце был рукоположен во епископа Траянопольского, викария Врачанской епархии. Хиротония была примечательна тем, что в ней участвовали только два правящих архиерея: митрополит Врачанский Каллиник (Александров) и митрополит Видинский Дометиан (Топузлиев); кроме них, в хиротонии участвовали викарные архиереи: епископ Девольский Феодосий (Купичков), епископ Браницкий Амвросий (Парашкевов), епископ Маркианопольский Константин (Петров), епископ Месемврийский Иаков (Тасев), епископ Величский Сионий (Радев).
11 декабря 2016 года Священный синод Болгарской православной церкви восемью голосами из 13 избрал его митрополитом Старозагорским; пятеро членов Синода воздержались. Его соперник на выборах епископ Иаков (Тасев) не получил ни одного голоса.
14 декабря 2016 года из-за тяжёлой болезни митрополита Врачанского Каллиника (Александрова) был назначен временным управляющим Врачанской епархии. 26 декабря митрополит Каллиник скончался, и 28 декабря Синод назначил митрополита Киприана наместником Врачанской кафедры с поручением проведения выборов нового митрополита Врачанского в уставный трёхмесячный срок. Управлял кафедрой до 2 марта 2017 года, когда епископ Браницкий Григорий был избран новым митрополитом Врачанским.
С 24 января 2019 года по 13 апреля 2022 года он был ответственным за духовное окормление православнх болгар, проживающих на территории Турции.